# Remerton
Remerton är en ort i Lowndes County i Georgia. Vid 2020 års folkräkning hade Remerton 1 334 invånare.